# Mansfield Smith-Cumming

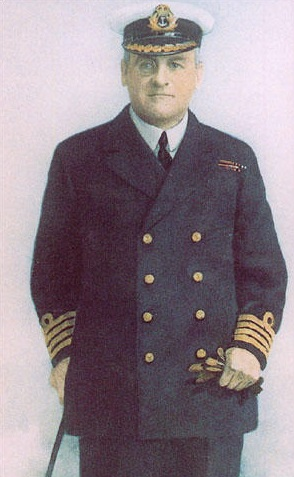
Smith-Cumming, ca. zwischen 1910 und 1920

Sir George Mansfield Smith-Cumming, KCMG, CB (* 1. April 1859 in Britisch-Indien; † 14. Juni 1923 in London) war ein britischer Marineoffizier und der erste Direktor jener Behörde, die heute der britische Auslandsgeheimdienst Secret Intelligence Service, besser bekannt als MI6, ist.

## Leben
Smith wurde 1859 in eine britische Mittelstandsfamilie hineingeboren. Nach der Schule besuchte er das Britannia Royal Naval College in Dartmouth und diente nach seinem Abschluss 1878 im Rang eines Sub-Lieutenant an Bord des Zentralbatterieschiffs HMS Bellerophon. Nach sieben Jahren Dienst an Bord wurde seine chronische Seekrankheit jedoch so unerträglich, dass er zum Marinegeheimdienst versetzt wurde. 1889 heiratete er die reiche Erbin Leslie Marian Cumming und nahm ihren Namen als Zweitnamen an. Im Jahr 1914 verlor Smith-Cumming bei einem Autounfall in Frankreich sein linkes Bein; sein Sohn wurde dabei getötet. 1923 starb er im Alter von 64 Jahren.

## Geheimdienstkarriere
1898 trat er seinen Dienst bei der Auslandsabteilung der Naval Intelligence Division an; er unternahm Missionen in Ostdeutschland und auf dem Balkan, wo er sich unter anderem als reicher deutscher Geschäftsmann ausgab, obwohl er kein Wort Deutsch sprach. Durch seine erfolgreiche Agententätigkeit wurde er 1909 einer von zwei Leitern des neu gegründeten Secret Service Bureaus. Smith-Cumming übernahm persönlich die Auslandsabteilung, während die Abteilung unter Vernon Kell, Secret Intelligence Bureau (SIB), im eigenen Land insbesondere nach deutschen Spionen suchen sollte. Zwei Jahre später wurden die Dienste zum Secret Intelligence Service (SIS) reorganisiert, dessen Auslandsleiter Smith-Cumming wurde.
In den Jahren vor dem Ersten Weltkrieg hatte der SIS mit einem geringen Budget zu kämpfen; dennoch gelang es Smith-Cumming und seinen Agenten, eine ganze Reihe von Spionen und Verrätern dingfest zu machen und den Geheimdienst zu einer effizienten Kriegswaffe auszubauen. Nach Kriegsende wurde die Inlandsabteilung in Security Service oder MI5 umbenannt. Der SIS, der bald unter der neuen Bezeichnung MI6 bekannt wurde, wurde von Smith-Cumming noch bis zu dessen Tod im Jahr 1923 geführt.

## „C“
In den Jahren als Leiter des MI6 wurde Smith-Cumming als C bekannt, da er die Angewohnheit hatte, gelesene Schriftstücke und Meldungen mit diesem Initial zu kennzeichnen. Seit dieser Zeit werden alle Leiter des SIS intern als C bezeichnet. Vernon Kell, der erste Leiter des MI5, und seine Nachfolger verfuhren identisch mit dem Initial K. Hierin liegen die historischen Vorlagen für die Figur M aus den James-Bond-Romanen.